# JS Kabylie
JS Kabylie, grundad 2 augusti 1946, är en fotbollsklubb i Tizi Ouzou i Algeriet. Klubben spelar säsongen 2021/2022 i Algeriets högstadivision, Ligue Professionnelle 1.
Kabylie är döpt efter berberfolket kabyler med ursprung i regionen Kabylien i norra Algeriet, där också hemstaden Tizi Ouzou ligger. Klubben är sett till antal titlar den mest framgångsrika i Algeriet, med bland annat 14 ligatitlar. Kabylie har även vunnit föregångaren till afrikanska Champions League, African Cup of Champions Clubs, vid två tillfällen, senast 1990 då Kabylie besegrade zambiska Nkana Red Devils i en straffläggning efter att båda lagen vunnit sina respektive hemmamatcher med 1–0.

## Meriter i urval

### Nationella
- Ligue Professionnelle 1 (14): 1972/1973, 1973/1974, 1976/1977, 1979/1980, 1981/1982, 1982/1983, 1984/1985, 1985/1986, 1988/1989, 1989/1990, 1994/1995, 2003/2004, 2005/2006, 2007/2008
- Algeriska cupen (5): 1976/1977, 1985/1986, 1991/1992, 1993/1994, 2010/2011
- Algeriska supercupen (1): 1992

### Internationella
- African Cup of Champions Clubs (2): 1981, 1990

## Placering tidigare säsonger
| Säsong  | Nivå | Liga                    | Placering | Referens | Notering |
| ------- | ---- | ----------------------- | --------- | -------- | -------- |
| 2014/15 | 1    | Ligue Professionnelle 1 | 13        | [ 4 ]    |          |
| 2015/16 | 1    | Ligue Professionnelle 1 | 3         | [ 5 ]    |          |
| 2016/17 | 1    | Ligue Professionnelle 1 | 11        | [ 6 ]    |          |
| 2017/18 | 1    | Ligue Professionnelle 1 | 11        | [ 7 ]    |          |
| 2018/19 | 1    | Ligue Professionnelle 1 | 2         | [ 8 ]    |          |
| 2019/20 | 1    | Ligue Professionnelle 1 | 4         | [ 9 ]    |          |
| 2020/21 | 1    | Ligue Professionnelle 1 | 5         | [ 10 ]   |          |
| 2021/22 | 1    | Ligue Professionnelle 1 | 2         | [ 11 ]   |          |
| 2022/23 | 1    | Ligue Professionnelle 1 | 14        | [ 12 ]   |          |
| 2023/24 | 1    | Ligue Professionnelle 1 | 7         | [ 13 ]   |          |
| 2024/25 | 1    | Ligue Professionnelle 1 | 2         | [ 14 ]   |          |